# Ekaterina Bobrova
Ekaterina Aleksandrovna Bobrova (in russo Екатерина Александровна Боброва?; Mosca, 28 marzo 1990) è un'ex danzatrice su ghiaccio russa medaglia d'oro alle Olimpiadi di Soči 2014 e medaglia d'argento alle Olimpiadi di Pyeongchang 2018 insieme a Dmitrij Solov'ëv.
Gareggia in coppia con Dmitrij Solov'ëv dal 2000.

## Palmarès
(Con Solov'ëv)
| Internazionali | Internazionali | Internazionali | Internazionali | Internazionali | Internazionali | Internazionali | Internazionali | Internazionali | Internazionali | Internazionali | Internazionali | Internazionali | Internazionali |
| Evento | 2005–06        | 2006–07        | 2007–08        | 2008–09        | 2009–10        | 2010–11        | 2011–12        | 2012–13        | 2013–14        | 2014–15        | 2015–16        | 2016–17        | 2017–18        |
| --- | -------------- | -------------- | -------------- | -------------- | -------------- | -------------- | -------------- | -------------- | -------------- | -------------- | -------------- | -------------- | -------------- |
| Giochi olimpici invernali                                                                                                   |                |                |                |                | 15°            |                |                |                | 5°             |                |                |                | 5°             |
| Campionati mondiali |                |                | 13°            |                | 8°             | 6°             | 7°             | 3°             | R              |                |                | 5°             | R              |
| Campionati europei |                |                |                |                | 9°             | 2°             | 2°             | 1°             |                |                | 3°             | 3°             | 2°             |
| GP Final |                |                |                |                |                | 4°             | 6°             | 5°             | 4°             |                | 5°             | 4°             |                |
| GP Cup of China |                |                |                |                |                | 2°             | 1°             | 2°             | 2°             |                |                |                | 3°             |
| GP Trophée Eric Bompard |                |                |                |                |                |                |                |                |                | R              |                |                |                |
| GP NHK Trophy |                |                |                | 4°             | 4°             |                |                |                |                |                | 2°             |                |                |
| GP Rostelecom Cup |                |                | 4°             |                |                | 1°             | 3°             |                | 1°             |                |                | 1°             | 2°             |
| GP Skate America |                |                |                |                |                |                |                | 2°             |                | R              |                | 3°             |                |
| GP Skate Canada |                |                | 5°             | 6°             | 4°             |                |                |                |                |                | 3°             |                |                |
| CS Golden Spin |                |                |                |                |                |                |                |                |                |                |                |                | 1°             |
| CS Ondrej Nepela Trophy |                |                |                |                |                |                |                |                |                |                |                | 1°             | 1°             |
| CS Warsaw Cup |                |                |                |                |                |                |                |                |                |                |                | 1°             |                |
| Finlandia Trophy |                |                |                |                |                |                |                | 1°             |                |                |                |                |                |
| Ice Star |                |                |                |                |                |                |                |                | 1°             |                |                |                |                |
| Shanghai Trophy |                |                |                |                |                |                |                |                |                |                |                |                | 1°             |
| Universiadi |                |                |                | 5°             |                |                |                |                |                |                |                |                |                |
| Internazionali: Junior |                |                |                |                |                |                |                |                |                |                |                |                |                |
| Evento | 2005–06        | 2006–07        | 2007–08        | 2008–09        | 2009–10        | 2010–11        | 2011–12        | 2012–13        | 2013–14        | 2014–15        | 2015–16        | 2016–17        | 2017–18        |
| Campionati mondiali |                | 1°             |                |                |                |                |                |                |                |                |                |                |                |
| JGP Final | 7°             | 3°             |                |                |                |                |                |                |                |                |                |                |                |
| JGP Canada | 2°             |                |                |                |                |                |                |                |                |                |                |                |                |
| JGP Francia |                | 1°             |                |                |                |                |                |                |                |                |                |                |                |
| JGP Ungheria |                | 1°             |                |                |                |                |                |                |                |                |                |                |                |
| JGP Polonia | 2°             |                |                |                |                |                |                |                |                |                |                |                |                |
| Nazionali |                |                |                |                |                |                |                |                |                |                |                |                |                |
| Campionati russi |                |                | 3°             | 4°             | 2°             | 1°             | 1°             | 1°             | 1°             |                | 1°             | 1°             | 1°             |
| Campionati russi junior | 8°             | 1°             |                |                |                |                |                |                |                |                |                |                |                |
| Eventi a squadre |                |                |                |                |                |                |                |                |                |                |                |                |                |
| Giochi olimpici invernali                                                                                                   |                |                |                |                |                |                |                |                | 1° S 3° P      |                |                |                | 2° S           |
| World Team Trophy |                |                |                |                |                |                |                | R              |                |                |                | 2° S 3° P      |                |
| R = Ritirati; S = Risultato della squadra; P = Risultato personale. medaglie assegnate solo per il risultato della squadra. |                |                |                |                |                |                |                |                |                |                |                |                |                |